# BTR-T
De BTR-T (Bronyetransporter-Tyazhelyy, pantserinfanterievoertuig-zwaar) is een infanteriegevechtsvoertuig, ontwikkeld door de Russische Federatie. Het is een aanpassing van de T-55. 

## Ontwikkeling
Gedurende de Sovjet-Afghaanse oorlog en de Tweede Tsjetsjeense Oorlog leed het Russische leger grote verliezen, voornamelijk als gevolg van anti-tankteams, bewapend met draagbare ongeleide raketwerpers, die van meerdere richtingen aanvielen. Dit betekende in de eerste plaats dat de bestaande tanks aanzienlijk zwaarder gepantserd moesten worden (T-80U, T-72BM/B1/B3). 
Infanterievoertuigen bleken echter minstens even kwetsbaar, en konden als gevolg daarvan vaak onvoldoende ondersteuning leveren voor de infanterie, hetgeen op haar beurt weer leidde tot hoge verliezen onder de infanterie. Zodoende werd er een programma opgezet om zwaardere voertuigen voor de infanterie te ontwikkelen, in het bijzonder voertuigen voor gebruik in stedelijke gebieden. 
Hierbij moesten een aantal belangrijke omstandigheden worden meegenomen:
1. De meeste gevechten in stedelijk terrein vinden plaats op afstanden van 300 meter of minder. Op deze afstanden hebben ongeleide raketwerpers een relatief hoge trefkans, en tegen een gemiddeld tankkanon (100 mm of zwaarder) is het al helemaal moeilijk om bescherming te verkrijgen.
2. Infanterie kan in dergelijke gebieden van allerlei richtingen aanvallen, en niet zelden van een grotere hoogte. De bewapening van een voertuig moet hiervoor een hoge elevatie hebben, en het zicht rondom moest zo goed mogelijk zijn.
3. Rusland zat toen in een diepe financiële crisis als gevolg van de snelle overschakeling naar een volledig kapitalistisch stelsel, waardoor er weinig geld beschikbaar was.

Het is niet bekend of men de ontwikkeling van de BTR-T combineerde met de ontwikkeling van de BMP-T, hoewel de wapensystemen sterk overeenkomen.

## Beschrijving
De BTR-T is eerder een aanpassing van de T-55 dan een geheel nieuw voertuig. De oorspronkelijke koepel is verwijderd, en is vervangen door een relatief kleine, platte koepel die verschillende wapens kan dragen: een tot twee 30 mm snelvuurkanonnen, die voldoende doorslagvermogen leveren om licht gepantserde voertuigen te vernietigen. Ze zijn, mede dankzij de hoge elevatie van 80°, eveneens effectief tegen luchtdoelen, met name helikopters (door het gemis van een radar is het moeilijk om straaljagers te raken). Er is geen coaxiaal machinegeweer.
Daarnaast zijn er een tot twee lanceerbuizen voor de 9M113 draadgeleide antitankraket. Deze kunnen alleen van buitenaf worden geladen. Er kunnen drie raketten worden meegenomen.
In plaats van het oorspronkelijke pantser volledig te vervangen door composietbepantsering, zoals gebruikt is op de T-72, besloot men om zoveel mogelijk explosief reactiepantser aan te brengen, om op die manier een zo hoog mogelijke bescherming tegen antitankraketten te verkrijgen. Oudere raketten zoals de RPG-7 zijn aan de voorkant niet in staat dit te doorslaan. Een relatief grote hoeveelheid ERA-dozen zijn aangebracht op het dak, om op die manier meer bescherming te verkrijgen tegen aanvallen van bovenaf.
De snelheid is grotendeels hetzelfde gebleven als die van de T-55. Hoewel het gewicht beperkt is door de kleine koepel, is deze weer verhoogd door het zwaardere pantser. Het is niet bekend of de motor ook hetzelfde is gebleven.
Doordat de motor zich nog steeds achterin bevindt, moeten passagiers het voertuig betreden en verlaten door middel van twee luiken net boven de motor. Doordat deze luiken niet al te groot kunnen zijn, gaat dit relatief traag. Er lijkt evenmin heel veel ruimte te zijn voor uitrusting. Het maximale aantal passagiers is vijf personen, hetgeen problemen oplevert daar de standaard Russische infanteriegroep uit acht personen bestaat.

## Inzet en operaties
De BTR-T is tot op heden nog niet ingezet. De redenen hiervoor zijn niet bekend. Evenmin is het duidelijk of het een voertuig was wat het Russische leger zal gebruiken, of dat het slechts op de exportmarkt wordt aangeboden als een upgrade-pakket voor de verouderde T-55.